# 井田純一郎
井田純一郎（いだ じゅんいちろう、1962年 - ）は、日本の実業家。サンヨー食品株式会社代表取締役社長。元一般社団法人日本即席食品工業協会理事長。一般社団法人アフリカ協会副会長。藍綬褒章受章。先代社長の井田毅は父。

## 人物・経歴
1962年群馬県出身。群馬県立前橋高等学校を経て、1985年、立教大学社会学部卒。同年、富士銀行（現みずほ銀行）入行。
1992年、サンヨー食品へ社長室長として入社。
1998年、代表取締役社長就任。康師傅（中国）、サンヨーＵＳＡ、ＫｉｎｇＬｉｏｎ（ロシア）など海外展開を積極的に進めている。趣味は裏千家茶道
2016年日本即席食品工業協会理事長に就任。
2021年太平フーズ代表取締役社長に就任。
2021年4月より立教大学経済学部、客員教授に就任。
2021年11月藍綬褒章受章。

## 親族
- 曾祖父・井田金七
- 伯祖父・井田金七（前名・保一）
- 祖父・井田文夫
- 父・井田毅